# USS Texas (1892)
Броненосец «Техас» (англ. USS Texas; буквенный индекс кораблю не присваивался) — броненосец 2-го класса, один из первых современных кораблей, построенных для ВМС США после гражданской войны. Спроектирован британской фирмой. В основной компоновке был сходен с строившимся параллельно USS «Maine», но отличался составом вооружения и рядом конструктивных особенностей. Участвовал в испано-американской войне, в 1911 году был переименован в «Сан-Маркос» в связи с передачей его имени новому дредноуту. Потоплен на учениях в 1912 году.

## История
В течение почти всего XIX столетия американский флот считался сильнейшим в Западном полушарии, однако в 1880-х обстановка резко изменилась, когда Бразильская империя заказала в Европе два броненосца современного типа.
Вступившие в строй в 1883—1885 году «Ричауэлло» и «Акидабан» были по европейским меркам очень небольшими кораблями, водоизмещением не более 6000 тонн, однако в тот момент это были единственные современные линейные корабли в обоих Америках. Соединенные Штаты, флот которых сдерживался изоляционистскими тенденциями и господствующей доктриной крейсерской войны как оружия устрашения потенциального агрессора, не вводили в строй новых броненосных кораблей уже более 20 лет. Все существующие американские мониторы устарели настолько, что даже весь американский флот вместе взятый не имел шансов устоять против бразильских кораблей. Впервые за долгое время американский флот оказался отброшен на второе место.
Это стало последней каплей. Сопротивление изоляционистов было сломлено, и флот получил кредиты на постройку двух первых современных броненосных кораблей. Было решено, что один из них станет крупным броненосным крейсером (USS Maine) для рейдерской войны на коммуникациях, а второй — небольшим броненосцем для защиты американского побережья. Это был «Техас».
Так как американские кораблестроители совершенно не имели опыта в постройке океанских броненосцев, был объявлен международный конкурс на проект нового корабля. При этом, условия конкурса во многом базировались на дизайне бразильских броненосцев — неопытные американские инженеры считали конструкторские решения «Ричауэлло» и «Акидабана», вроде диагонального расположения орудий, превосходными (хотя на практике, в Европе уже отказались от кораблей подобной компоновки). Конкурс выиграла фирма Naval Construction & Armament Co., из Великобритании.

## Конструкция

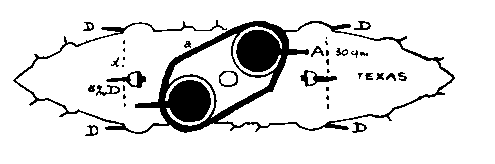
Схема броненосца «Техас»

Заложенный на верфи ВМФ в Норфолке 1 июня 1889 года, «Техас» был небольшим броненосцем 2-го ранга водоизмещением около 6316 тонн. Его длина составляла 94,1 метр, ширина — 19,5 метров и осадка — 7,5 метра.
Основной дизайн корабля был спроектирован под явным влиянием бразильского «Ричауэлло» (единственного современного броненосца, с которым американские кораблестроители могли ознакомиться близко). Корабль имел цитадельную схему бронирования, с незащищенными оконечностями и диагональное расположение вооружения в двух барбетных установках в центре корпуса. Такое расположение в теории позволяло навести все орудия главного калибра на нос или на корму, и при этом на каждом борту сохранялся некоторый угол обстрела, в котором могли действовать все тяжелые орудия: на практике же, в Европе от подобных концепций уже отказались, так как выяснилось, что, стреляя через палубу или вдоль надстроек, тяжелые орудия своими пороховыми газами разрушают конструкции.
В отличие от «Мэна», у которого установки главного калибра были сдвинуты к оконечностям, у «Техаса» обе барбетные установки располагались вблизи центра корпуса, и к тому же размещались на верхней палубе. В результате «Техас» был существенно более продольно устойчив, чем «Мэн», и его орудия не страдали от захлёстывания водой.

### Вооружение

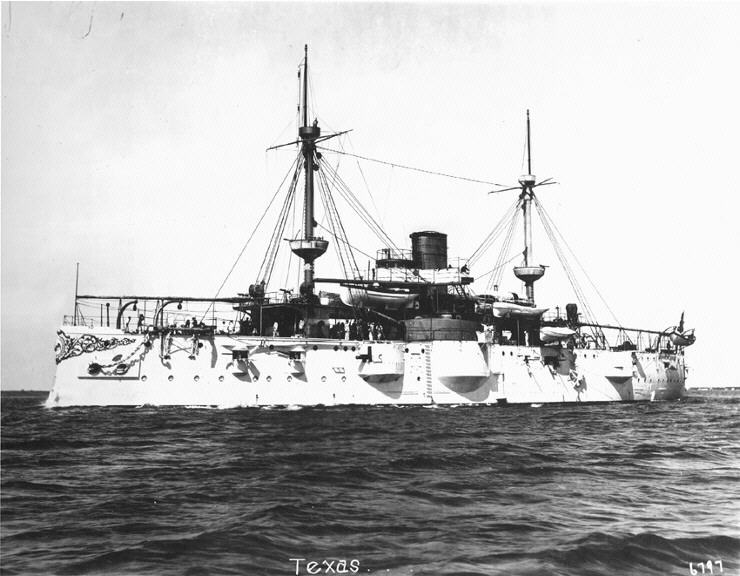
«Техас» в 1898 году

Главный калибр «Техаса» состоял из двух 305-миллиметровых 35-калиберных орудий. Изначальный проект британской фирмы предусматривал вооружение из четырех 254-миллиметровых орудий, но американцы настаивали, что их первый броненосец должен нести вооружение, соответствующее «нормальным» броненосцам того времени. Из-за малых размеров корабля удалось установить лишь два орудия.
46-тонные нарезные орудия «Техаса» стреляли тяжёлым 394-килограммовым снарядом с начальной скоростью до 640 метров в секунду. При угле возвышения в 15 градусов такой снаряд летел на 11 000 метров и на дистанции в 5000 метров мог пробить 330-миллиметровую гарвеевскую броню. Но скорострельность орудий была невероятно низкой, составляя не более одного выстрела в 4-5 минут. Это было вызвано тем, что гидравлические механизмы перезарядки были закреплены в неподвижной части барбета и могли перезаряжать орудие лишь при нулевом угле возвышения и нулевом угле поворота от диаметральной линии. В 1897 году этот недостаток удалось исправить, установив приспособления, вращающиеся вместе с орудием, но скорострельность оставалась невысокой.
Вспомогательное вооружение состояло из 152-миллиметровых орудий. Четыре орудия с длиной ствола в 30 калибров стояли в казематах на главной палубе. Еще два орудия — с длиной ствола в 35 калибров — стояли на баке и юте в щитовых установках. Формально скорострельные, на практике из-за архаичной процедуры перезарядки орудия стреляли очень медленно, и лишь к 1898 году ситуация была исправлена.
Противоминное вооружение состояло из 12 57-миллиметровых орудий Дриггса-Шредера, стоявших в небольших казематированных установках вдоль корпуса. Две пятиствольные пушки Гочкисса, калибром 37 миллиметров, были дополнительно смонтированы на крыше надстройки, и по одному 37-миллиметровому пулемёту Дриггса-Шредера стояло на марсе каждой мачты.
Подводное вооружение состояло из четырех надводных 360-мм торпедных аппаратов: один располагался в носу, один в корме и еще один был в каждом бортовом залпе. Первоначально предполагалось, что броненосец будет нести два малых миноносца, но из-за плохих данных, продемонстрированных экспериментальным образцом, от этой идеи отказались.

### Броневая защита
Главный пояс «Техаса» был изготовлен из гарвеевской брони и имел максимальную толщину в 305 миллиметров. К нижнему краю пояс утоньшался до 152 мм. Длина пояса составляла 57,3 метра, он прикрывал от попаданий центральную цитадель, вмещающую машины и основания орудийных башен главного калибра. Его высота составляла 2,1 метра, из которых 0,9 находились над водой.
По краям цитадели пояс загибался внутрь, утоньшаясь до 203 миллиметров и соединяясь с броневой переборкой. Горизонтальная защита обеспечивалась выпуклой броневой палубой толщиной 51 мм. Её центральная часть находилась на уровне ватерлинии, к оконечностям опускаясь под воду для лучшего прикрытия винтов и рулей. Палуба имела скосы толщиной 76 миллиметров в центральной части корпуса, которые усиливали защиту цитадели за броневым поясом.
Башни главного калибра защищались 305-миллиметровыми плитами. Для защиты оснований барбетов в центре корпуса были оборудована диагональная цитадель, вмещавшая в себя механизмы орудий и имевшая толщину плит 305 миллиметров.

### Силовая установка
Корабль приводили в действие две паровые машины общей мощностью в 8701 л. с. На испытаниях корабль (в отличие от теоретически «более быстроходного» «Мэна») легко развил скорость в 17,8 узла, превысив на 0,8 узла проектную 17-узловую скорость. Запаса угля хватало на 4000 миль, что для корабля, назначением которого виделась в первую очередь оборона американского побережья, считалось приемлемым.

## Оценка проекта

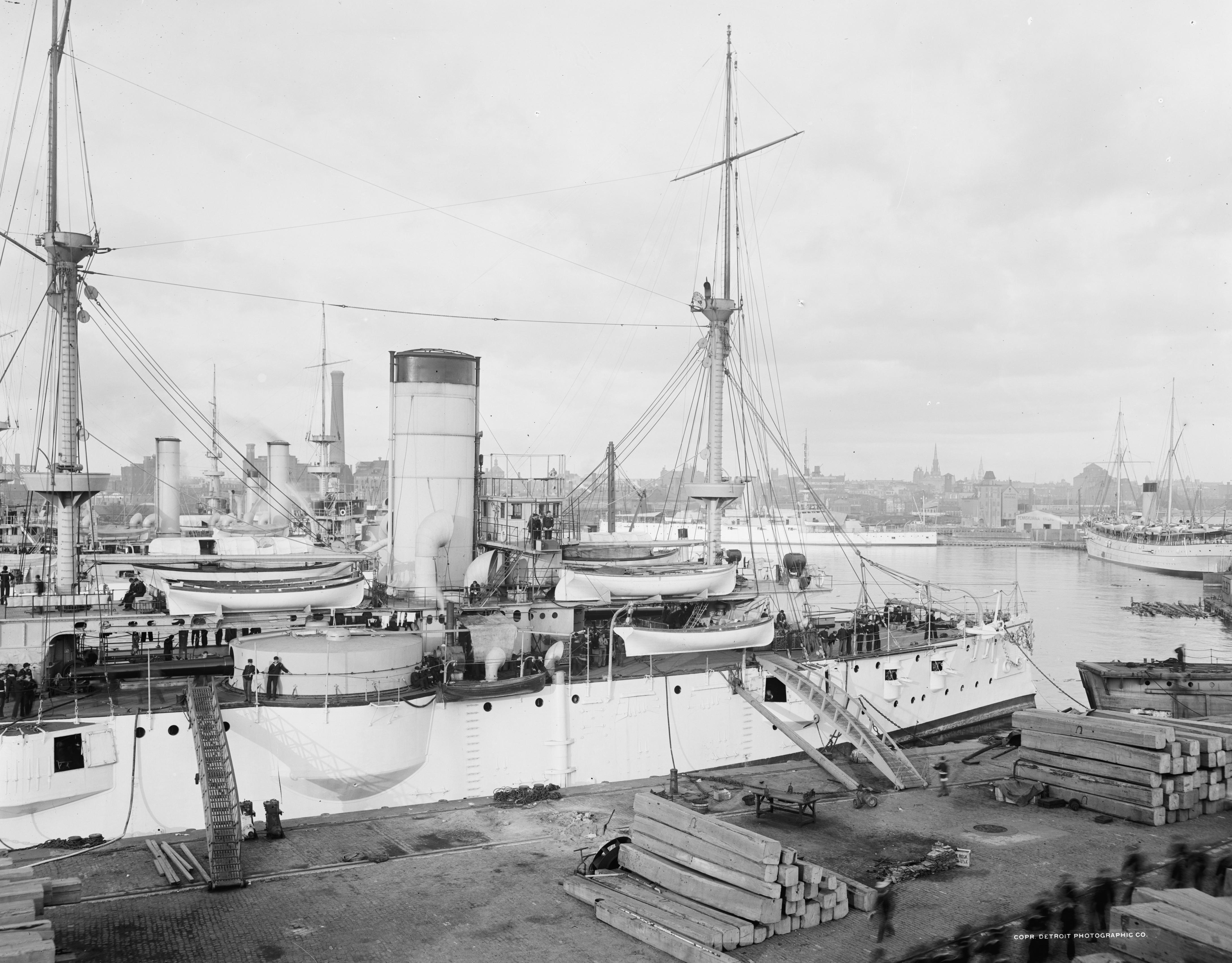
«Техас» на верфи в Бруклине в 1903 году

В целом, «Техас» получился сравнительно удачным небольшим броненосцем. Спроектированный английской фирмой, он избежал многих ошибок, которые американцы совершили в «национальном» проекте аналогичного корабля «Мэн». В отличие от строившегося одновременно «Мэн», «Техас» имел лучшую мореходность, его артиллерия располагалась более удачно, а скорость оказалась даже выше расчетной.
Главным недостатком «Техаса» была его артиллерия главного калибра. Американские 305-миллиметровые орудия были весьма неудачны, перезаряжались очень медленно и обладали низкими баллистическими характеристиками (хотя эти орудия всё же были лучше американских 330-миллиметровых орудий, появившихся несколько позже), и кроме того — были просто слишком тяжелы для небольшого корабля. Реальная огневая мощь «Техаса» оказалась даже ниже, чем у «Мэна», так что попытка усилить артиллерию привела к обратным результатам.
Диагональное расположение орудий главного калибра тоже было крайне неудачным. Теоретически давая возможность навести все орудия главного калибра прямо по носу и прямо по корме (в рамках популярной в 1870-х фронтальной тактики), на практике такая попытка привела бы к тяжёлым повреждениям палубы и надстроек впереди. Бортовой огонь из двух 305-миллиметровых орудий был возможен лишь в узком секторе, к тому же орудия тяжело повреждали палубу.
В целом, «Техас» достаточно удачно укладывался в свою нишу адекватного ответа на бразильские броненосцы, но совершенно не соответствовал мировым стандартам кораблестроения. В дальнейшем, американский флот отошёл от заимствования европейского опыта, предпочтя искать свой собственный путь.

## Служба

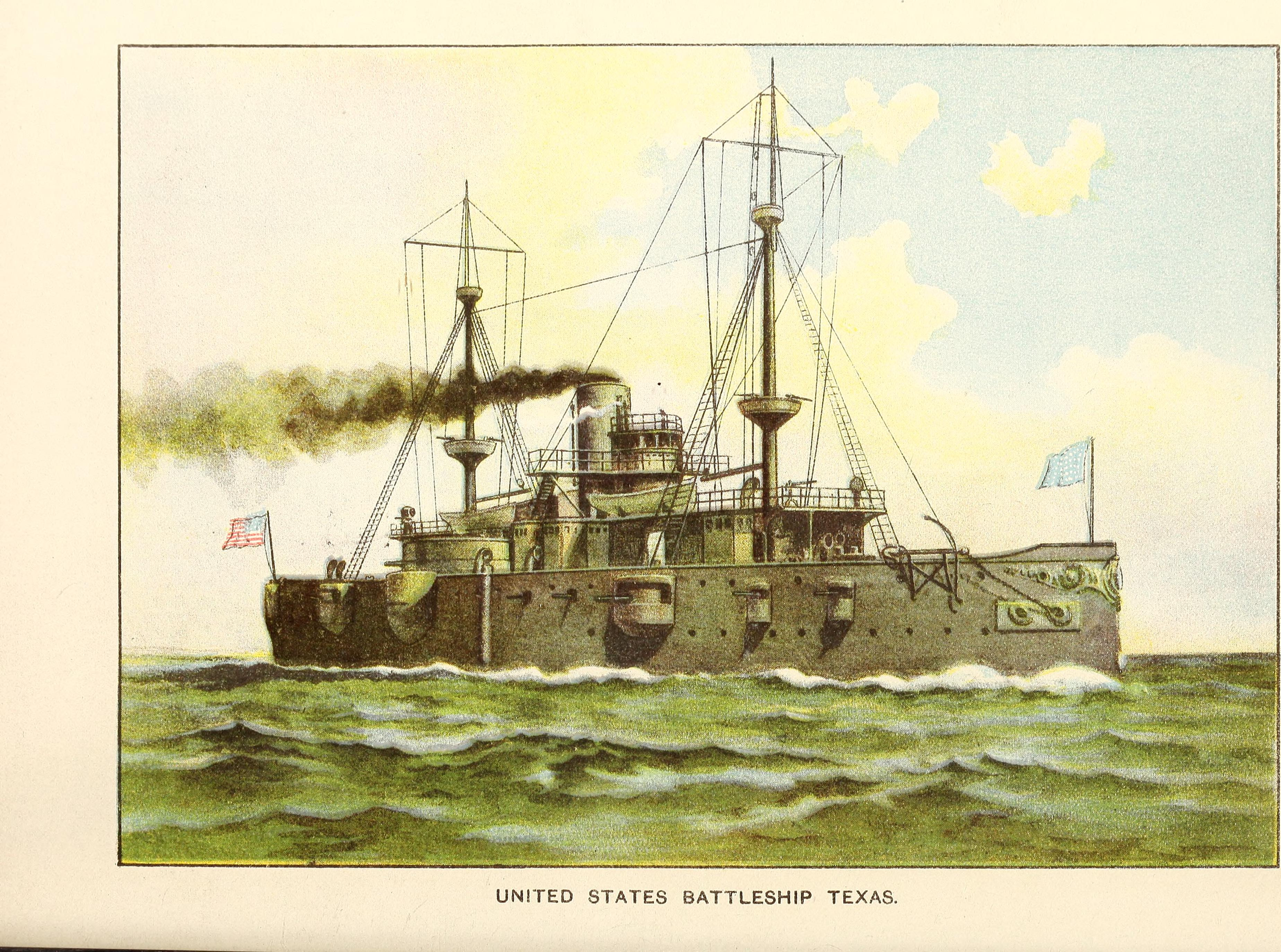
Техас в 1899 г. Рисунок

Спуск на воду состоялся 28 июня 1892 года, в строй он вступил 15 августа 1895 года. Корабль был приписан к Североатлантической эскадре. После взрыва военного корабля США «Мэн» и начала испано-американской войны в апреле 1898 года военный корабль США «Техас» начал патрулирование вод между Сантьяго-де-Куба и Гуантанамо. 16 июня вместе с крейсером USS Marblehead он начал обстрел форта Кайо-дель-Торе в районе залива Гуантанамо; в течение 16 минут форт был выведен из строя. 3 июля «Техас» принял участие в бою с испанским флотом у Сантьяго-де-Куба, завершившемся победой американцев и уничтожением всех испанских кораблей.
«Техас» служил флагманом эскадры береговой обороны до 1905 года. 15 февраля 1911 года его название было изменено на USS «San Marcos», чтобы освободить название для недавно построенного линкора USS Texas (BB-35). «Сан-Маркос» был выведен из эксплуатации 10 октября 1911 года и затонул как корабль-мишень в районе Чезапикского залива. Однако его корпус использовался в качестве артиллерийской мишени до конца Второй мировой войны.